# Edwin Frederick O'Brien
Edwin Frederick O'Brien (Nueva York, Estados Unidos, 8 de abril de 1939) es un cardenal estadounidense, es Pro-Gran Maestre emérito de la Orden del Santo Sepulcro. Anteriormente fue el decimoquinto arzobispo de Baltimore y, antes, el quinto arzobispo de los servicios militares de Estados Unidos, habiendo sido nombrado en 1997. También fue arzobispo titular de Thizica de 1997 a 1998.

## Biografía

### Formación
Nacido el 8 de abril de 1939 en el Bronx, Nueva York, O'Brien asistió a la Escuela Virgen de Solaz y luego el Seminario St.Joseph 's College, donde recibió su Bachillerato en Artes en 1961, un Postgrado en Divinidad en 1964, y un Postgrado en Artes en 1965. 

### Sacerdocio
Fue ordenado sacerdote de la Arquidiócesis de Nueva York el 29 de mayo de 1965. Él fue el vicecanciller de la Arquidiócesis de Nueva York desde 1976 a 1981.
En 1986, fue elevado a Monseñor. Sirvió dos mandatos como rector de St. Joseph's Seminary de 1985 a 1989 y de 1994 a 1997. Desde 1990-1994, se desempeñó como Rector del Colegio Pontificio de América del Norte, en Roma.

### Episcopado
El 6 de febrero de 1996, fue nombrado obispo de la sede titular de Thizica. Fue consagrado por el cardenal John Joseph O'Connor en la Catedral de San Patricio de Nueva York el 25 de marzo de 1996. El 7 de abril del año siguiente, fue nombrado arzobispo coadjutor de la Arquidiócesis de los Servicios Militares de los Estados Unidos de América, donde supervisó a 300 capellanes católicos. El 12 de agosto de 1997, sucedió como arzobispo y posteriormente renunció su sede titular el 7 de marzo de 1998.
Durante su tiempo como arzobispo militar pasó aproximadamente el 60% de su tiempo viajando y visitando las tropas estadounidenses. El 40% de su tiempo se dedicó a trabajar para apoyar el Colegio Pontificio de América del Norte.
El papa Benedicto XVI nombró a O'Brien como el Arzobispo de la arquidiócesis de Baltimore el 12 de julio de 2007. Tomó posesión de la arquidiócesis el 1 de octubre. Estuvieron presentes en su instalación como arzobispo el cardenal William Keeler, el cardenal William Baum, el cardenal Anthony Bevilacqua, el cardenal James Francis Stafford, el cardenal Edward Egan, el cardenal Theodore McCarrick, el cardenal Justin Francis Rigali y el cardenal Seán O'Malley, así como muchos otros obispos y sacerdotes.

### Cardenalato
El 6 de noviembre de 2015 fue confirmado como miembro de la Congregación para las Causas de los Santos  usque ad octogesimum annum.
El 15 de mayo de 2019 fue confirmado como miembro de la Congregación para las Iglesias Orientales hasta que finalizó su mandato como Gran Maestre de la Orden de Caballería del Santo Sepulcro de Jerusalén.
El 4 de marzo de 2022, durante un Consistorio presidido por el papa Francisco, es promovido a la Orden de los Presbíteros manteniendo la Diaconía elevada pro hac vice a título cardenalicio. 
| Predecesor: Alfonso Nava Carreón | Obispo titular de Thizica 6 de febrero de 1996 - 7 de marzo de 1998 dignidad Arzobispal desde el 8 de abril de 1997  | Sucesor: Louis Dicaire      |
| Predecesor: Joseph Thomas Dimino | Ordinario Militar para los Estados Unidos 12 de agosto de 1997 — 12 de julio de 2007                                 | Sucesor: Timothy P. Broglio |
| Predecesor: William Henry Keeler | Arzobispo de Baltimore 12 de julio de 2007 - 29 de agosto de 2011                                                    | Sucesor: William E. Lori    |
| Predecesor: John Patrick Foley   | Gran Maestre de la Orden de Caballería del Santo Sepulcro de Jerusalén 29 de agosto de 2011 - 8 de diciembre de 2019 | Sucesor: Fernando Filoni    |
| Predecesor: John Patrick Foley   | Cardenal diácono de San Sebastiano al Palatino 18 de febrero de 2012 - ...                                           | Sucesor: en el cargo        |